# Լ
Das Liwn (Լ und լ) ist der zwölfte Buchstabe des armenischen Alphabets. Der Buchstabe stellt den Laut [⁠l⁠] dar und wird im Deutschen mit dem Buchstaben L transkribiert.
Es ist dem Zahlenwert 30 zugeordnet. 

## Zeichenkodierung
Das Liwn ist in Unicode an den Codepunkten U+053C (Großbuchstabe) bzw. U+056C (Kleinbuchstabe) zu finden.